# San Juan Cieneguilla
San Juan Cieneguilla es una localidad del estado mexicano de Oaxaca. Es cabecera del municipio de San Juan Cieneguilla.

## Demografía
| Censo | Población |
| ----- | --------- |
| 1900  | 525       |
| 1910  | 548       |
| 1921  | 613       |
| 1930  | 680       |
| 1940  | 785       |
| 1950  | 756       |
| 1960  | 950       |
| 1970  | 1110      |
| 1980  | 845       |
| 1990  | 882       |
| 1995  | 593       |
| 2000  | 666       |
| 2005  | 551       |
| 2010  | 602       |
| 2020  | 523       |